# Aleurodiscus macrocystidiatus
Aleurodiscus macrocystidiatus är en svampart som beskrevs av P.A. Lemke 1964. Aleurodiscus macrocystidiatus ingår i släktet Aleurodiscus och familjen Stereaceae.   Inga underarter finns listade i Catalogue of Life.